# Asier del Horno Cosgaya
Asier del Horno Cosgaya és un exfutbolista professional basc, nascut a Barakaldo el 19 de gener del 1981.

## Palmarès
- 1 Lliga anglesa - Chelsea FC – 2005-2006
- 1 Supercopa anglesa – Chelsea FC – 2005